# Psychoda consobrina
Psychoda consobrina är en tvåvingeart som beskrevs av Satchell 1955. Psychoda consobrina ingår i släktet Psychoda och familjen fjärilsmyggor.
Artens utbredningsområde är Kongo. Inga underarter finns listade i Catalogue of Life.